# 神戸水上警察署

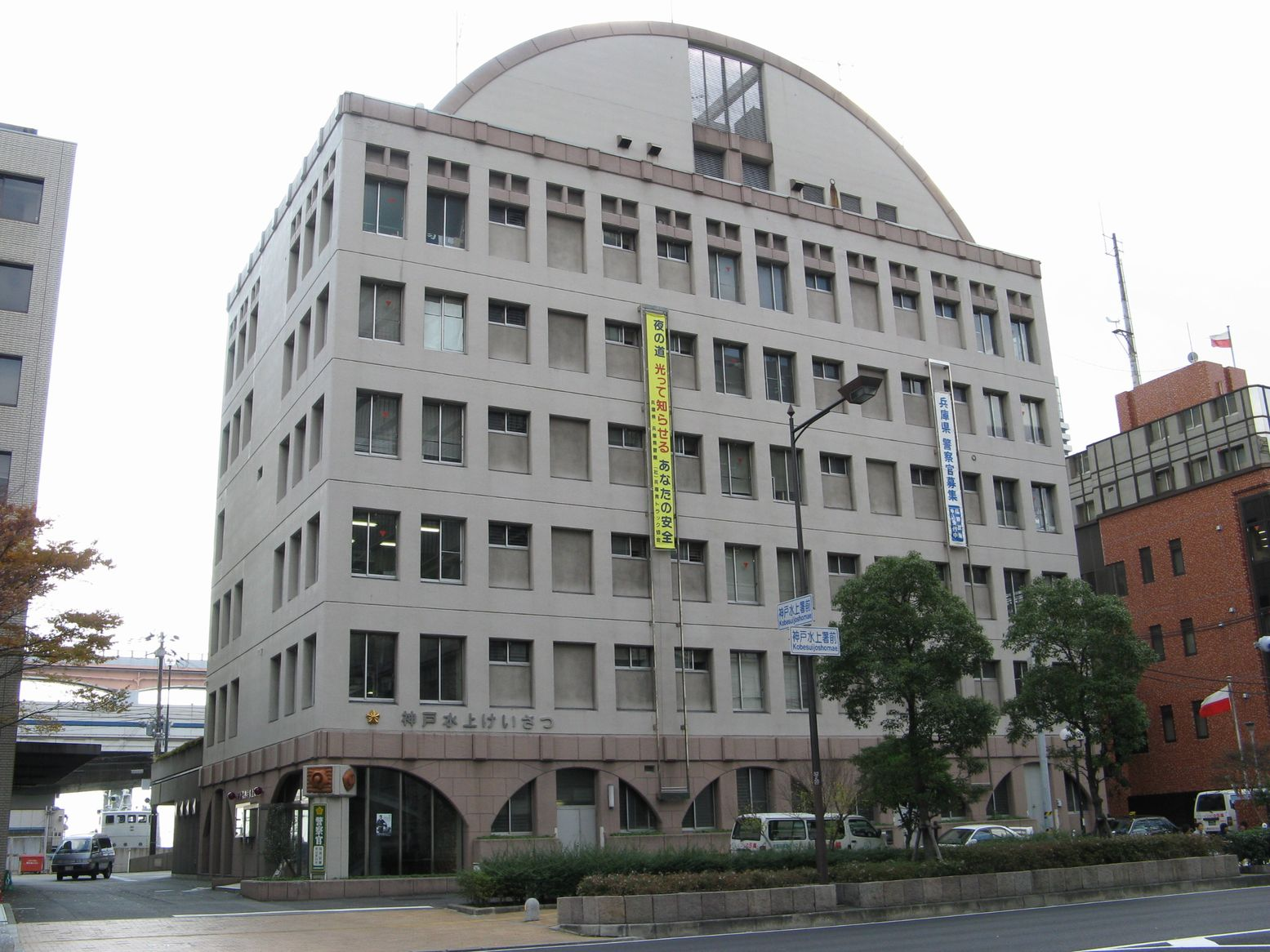
移転以前の神戸水上警察署

神戸水上警察署（こうべすいじょうけいさつしょ）は、兵庫県警察が管轄する警察署。港湾都市の埠頭や水上を管轄する水上警察署の一つ。中央区の内、フラワーロードより東を葺合署、西を生田署、ポートアイランド及び一部の海沿いを水上署が管轄している。中央区の人口は約13万人、署員数約130名。

## 管轄区域
陸上面
- 神戸市中央区の一部（ポートアイランド・神戸空港島は全域）

水上面
- 神戸港
- その他神戸市沿海一円

以前は東灘区の六甲アイランドも同署の管轄だったが、2006年4月に東灘警察署に移管された。

## 沿革
- 1980年11月5日 - 神戸市中央区波止場町に庁舎が完成して定礎式が行われる[1]（神戸市中央区波止場町1番4号）。
- 2013年1月13日 - 神戸市中央区港島の新庁舎に移転。

## 所在地
- 兵庫県神戸市中央区港島3丁目1番 北公園内

## 組織
- 警務課
- 会計課
- 刑事課
- 生活安全課
- 交通課
- 地域課
- 警備課

## 交番
- 新港交番 - 新港町12-3
- 中突堤交番 - 波止場町6-1
- 神戸空港警備派出所 - 神戸空港1

## アクセス
- 中公園駅またはポートターミナル駅から徒歩10分

## その他
- 庁舎移転により2013年10月に取り壊し中の旧庁舎の礎石から埋められていたアルミニウム製のタイムカプセルが発見された[1]。